# Elíza Vózemberg
Elíza Vózemberg épouse Vrionidis (en grec moderne : Ελίζα Βόζεμπεργκ), née le 14 septembre 1956 à Athènes, est une femme politique grecque de la Nouvelle Démocratie.
Le 25 mai 2014, elle est élue député européen. Elle devient présidente de la commission du transport et du tourisme (TRAN) du Parlement européen le 23 juillet 2024.